# ديزنهوفن
ديزنهوفن (بالألمانية: Diessenhofen) هي بلدية سويسرية تتبع لمقاطعة فراونفيلد في كانتون تورغاو. تبلغ مساحتها 10.12 كيلومتر مربع، ويقدر عدد سكانها بـ 3676 نسمة (حسب تعداد ديسمبر 2015).

## معرض صور

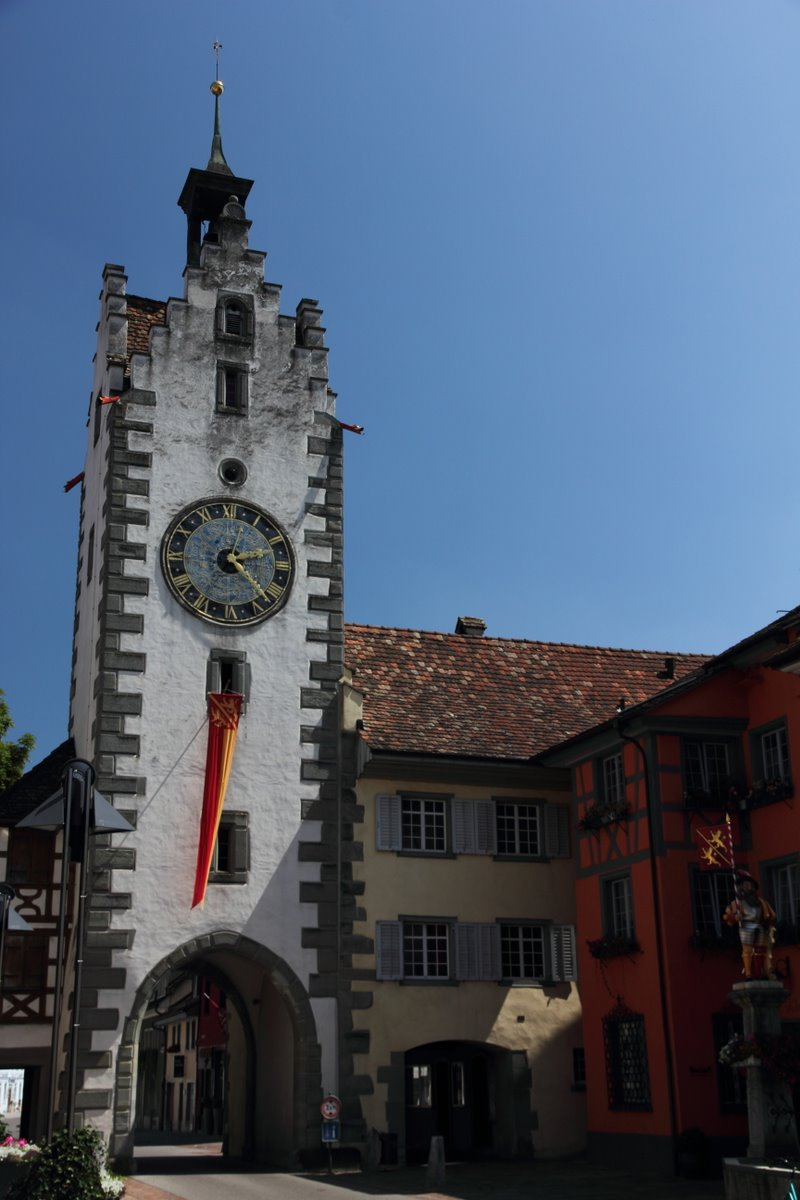
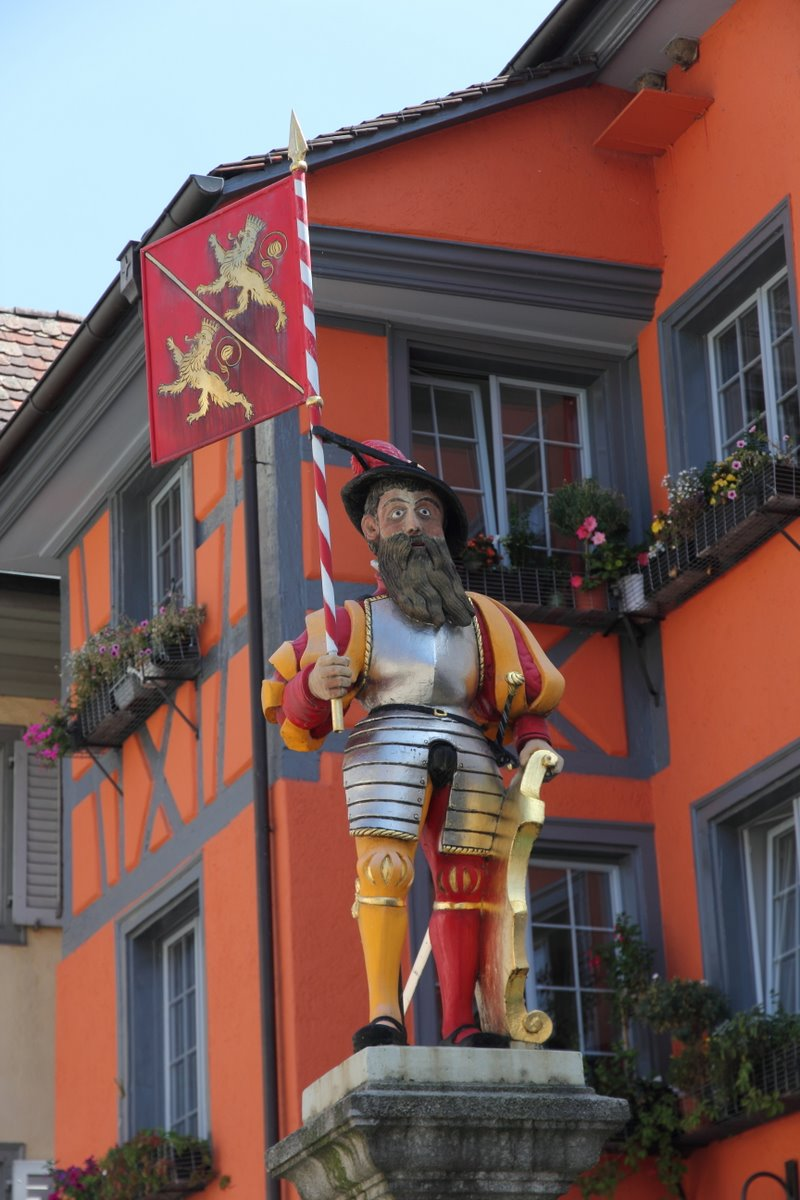
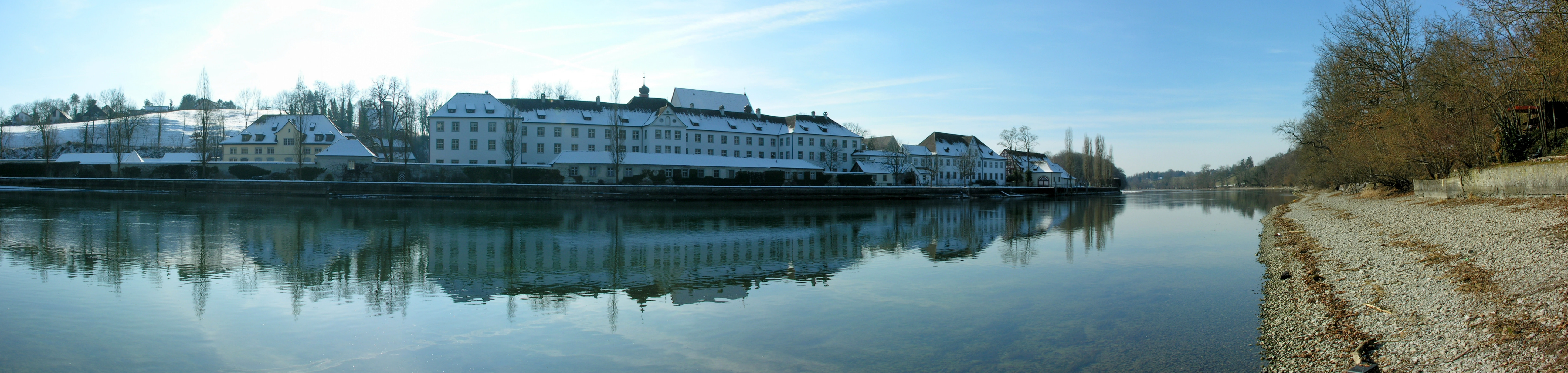
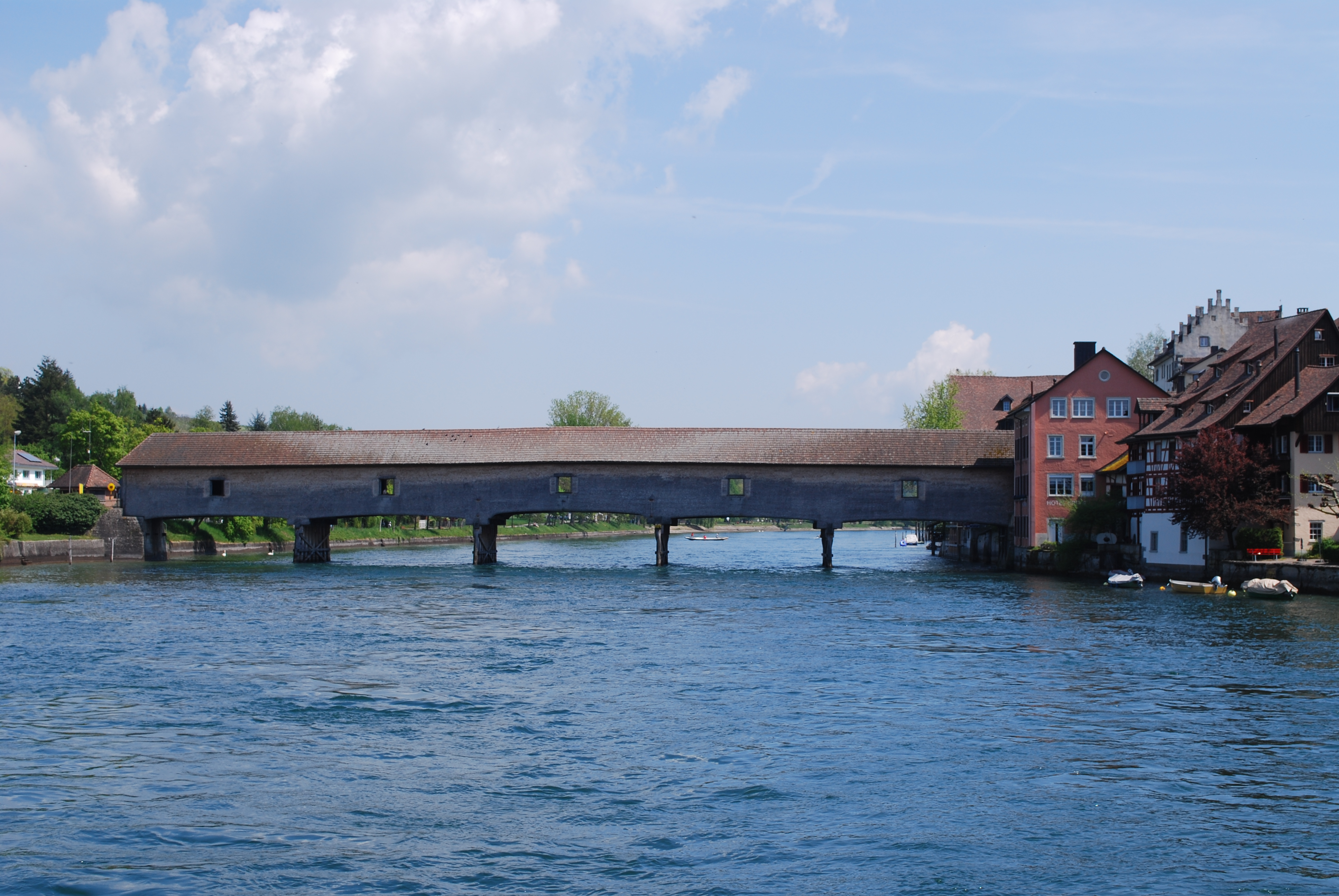

## أعلام
- جوهان كونراد برونر
- ألفرد برونر
- كونراد برونر
- يوهان جورج راوش